# كأس سين هون 2012
كأس سين هون 2012 هو موسم من كأس سين هون. فاز فيه نادي سفاي رينغ.